# Maurycy Wolfsthal
Maurycy Wolsthal, także Wolfstahl, Wolfstal, Wolstal (ur. 22 września 1857 w Tyśmienicy, zm. po 1937 we Lwowie) – polski kompozytor, skrzypek i pedagog muzyczny pochodzenia żydowskiego.

## Życiorys
Brat Chuny Wolfsthala. Podstawy edukacji muzycznej odebrał u ojca, który był kantorem i nauczycielem w Tarnopolu. Kształcił się w Konserwatorium Wiedeńskim u Josefa Hellmesbergera Sr., Jakoba Grüna i Jakoba Donta, później był uczniem Josepha Joachima w Berlinie. W latach 1883–1937 uczył gry na skrzypcach w konserwatorium Polskiego Towarzystwa Muzycznego we Lwowie. Od 1903 roku był także wykładowcą ukraińskiego Wyższego Instytutu Muzycznego. Do grona jego uczniów należeli m.in. Bronisław Gimpel, Adam Sołtys i Julian Michał Pulikowski. Był jednym z koncertmistrzów Teatru Miejskiego we Lwowie. Koncertował z wieloma orkiestrami oraz jako solista. Występował m.in. w Warszawie, Wilnie, Poznaniu, Berlinie, Wiedniu, Londynie i Petersburgu.